# Claire Cashmore
Claire Cashmore (nacida el 21 de mayo de 1988) es campeona paralímpica de natación y paratriatleta británica clasificada PTS5. Ha estado en cuatro Juegos Paralímpicos con natación y ha ganado 4 medallas de bronce, 3 de plata y 1 de oro. Cashmore también rompió el récord mundial en la Medalla Individual de 100 metros SM9 en 2009. Decidió pasar a competir en paratriatlón después de ganar el oro y la plata en los Juegos Paralímpicos de Río de Janeiro 2016, y se convirtió en Campeona Mundial ITU en la clasificación PTS5 en 2019. Claire Cashmore tiene su base en Loughborough, Inglaterra. Nació en Redditch, Inglaterra, sin antebrazo izquierdo.

## Carrera
Cashmore hizo su debut en los Juegos Paralímpicos de GB a la edad de 16 años compitiendo en los Juegos Paralímpicos de Atenas 2004, ganando dos medallas de bronce. Ganó su primera medalla internacional en los 100 metros braza SB8 en los Campeonatos Mundiales de Natación del IPC en Durban en 2006. Durante la temporada 2009, Cashmore rompió el récord europeo de 200 metros braza IM y representó a GB en los Campeonatos Mundiales de Río. Cashmore ganó un bronce en los Juegos Paralímpicos de Pekín 2008, y otros dos de plata y un bronce en los Juegos Paralímpicos de Londres 2012. En 2014, obtuvo su primera medalla de oro individual en el escenario internacional, marcando su tercer Campeonato Europeo de Natación IPC con una medalla de oro en los 100 m braza SB8. En los Juegos Paralímpicos de Río de Janeiro 2016 Claire obtuvo la plata en los 100 m braza SB8 y también ganó una medalla de oro en los 4x100m de relevos.
Después de competir en Río, Cashmore se tomó un tiempo para reflexionar sobre su carrera y decidió hacer la transición al paratriatlón. Se le otorgó un lugar en el programa de transferencia de talentos deportivos del Reino Unido y realizó su gran debut internacional en la Gran Final del Triatlón Mundial ITU 2017 en Róterdam. En la temporada 2018 Cashmore ganó el oro en los Campeonatos Nacionales de Paratriatlón GBR, y cuatro medallas de plata consecutivas en la Copa Mundial de Paratriatlón ITU Eton Dorney, la Serie de Paratriatlón Mundial ITU Iseo - Franciacorta, los Campeonatos Europeos de Triatlón ETU Tartu, y la Gran Final de Triatlón Mundial ITU Gold Coast.
En el año 2019 obtuvo varias medallas de plata en la clasificación PTS5 de la Serie Mundial de Paratriatlón de Yokohama, la Copa Mundial de Paratriatlón de Tokio, y los Campeonatos Europeos de Paratriatlón de Valencia ETU. Sin embargo, sus mayores logros del año la llevaron a ganar el oro en los Campeonatos Nacionales de Paratriatlón de la GBR,[15] la Serie de Paratriatlón Mundial Groupe Copley de Montreal,[16] y la Gran Final de Triatlón Mundial ITU en Lausana, donde se convirtió en Campeona Mundial ITU en la clasificación PTS5.

## Vida personal
Cashmore nació el 21 de mayo de 1988 en Redditch, Inglaterra, sin antebrazo izquierdo. Asistió a la Escuela Secundaria Católica de Hagley Worcestershire. Cashmore se graduó en la Universidad de Leeds en 2011 con una licenciatura en Lingüística y Fonética.
Cashmore fue nombrada miembro de la Orden del Imperio Británico (MBE) en los Honores de Año Nuevo de 2017 por sus servicios a la natación.

## Competiciones de paratriatlón
La siguiente lista de resultados, [19] a menos que se indique lo contrario, las competiciones son de paratriatlón.
| Fecha      | Competición                                          | Rango |
| ---------- | ---------------------------------------------------- | ----- |
| 2019-09-14 | Campeonato Europeo de Paratriatlón de Valencia ETU 2 | 2     |
| 2019-09-01 | Gran Final del Triatlón Mundial de la ITU Lausana    | 1     |
| 2019-08-17 | Copa Mundial de Paratriatlón de Tokio IT             | 2     |
| 2019-06-28 | Groupe Copley World Paratriathlon Series Montreal    | 1     |
| 2019-05-27 | GBR Campeonato Nacional de Paratriatlón              | 1     |
| 2019-05-18 | Yokohama ITU World Paratriathlon Series              | 2     |
| 2018-09-15 | Gran Final de Triatlón Mundial ITU Gold Coast        | 2     |
| 2018-07-28 | GBR Campeonato Nacional de Paratriatlón              | 1     |
| 2018-07-19 | Campeonato Europeo de Triatlón de Tartu ETU          | 2     |
| 2018-06-30 | Iseo-Franciacorta ITU World Paratriathlon Series     | 2     |
| 2018-05-28 | Eton Dorney ITU Copa Mundial de Paratriatlón         | 2     |
| 2017-09-15 | Gran Final del Triatlón Mundial de la ITU Rotterdam  | 6     |
| 2017-08-28 | GBR Campeonato Nacional de Paratriatlón              | 1     |
| 2017-07-28 | Edmonton ITU World Paratriathlon Series              | 4     |
| 2017-07-02 | Altafulla Copa Mundial de Paratriatlón ITU           | 1     |